# Interrupción del arco aórtico

Aorta normal en rojo. En la interrupción del arco aórtico existe una discontinuidad entre la aorta ascendente y la descendente

La interrupción del arco aórtico es una grave enfermedad congénita que afecta a la arteria aorta. Se caracteriza porque no existe continuidad entre la aorta ascendente y la descendente, por lo que puede considerarse un grado extremo de coartación aórtica. Suele asociarse a diversas anomalías del corazón, entre ellas la comunicación interventricular y el truncus arteriosus, además la aorta ascendente presenta un calibre reducido, alrededor del 50% del normal.

## Incidencia
Es un anomalía muy rara, se presenta únicamente alrededor de un caso por cada 300 000 nacimientos. Suele asociarse a varias anomalías genéticas, entre ellas el síndrome de Di George y microdeleciones en el cromosoma 22.

## Clínica
Los síntomas son graves y se inician en la primera semana de vida, consisten principalmente en cianosis, síntomas de insuficiencia cardiaca y dificulta respiratoria. La vida solo es posible por la persistencia del conducto arterioso, cuando este tiende a cerrarse en las primeras semanas de vida se produce bajo gasto sistémico con disminución de la presión arterial y flujo pulmonar aumentado con tendencia al edema pulmonar.

## Diagnóstico
El diagnóstico se sospecha por los síntomas y la exploración del enfermo. En la radiografía de tórax se observa aumento del tamaño del corazón (cardiomegalia). La ecocardiografía confirma el diagnóstico y muestra la discontinuidad de la arteria aorta.

## Tratamiento
Los pacientes afectados precisan tratamiento médico inmediato para estabilización de los síntomas y la administración de prostaglandinas para evitar el cierre del ductus arteriosus. Posteriormente se recomienda cirugía para restituir la continuidad de la arteria aorta.

## Pronóstico
Si no se realiza cirugía el pronóstico es muy malo, la mayor parte de los niños fallecen en las primeras semanas de vida. Con cirugía la supervivencia a los 3 años de edad es de alrededor del 60%.